# Jordankal
Jordankal – wieś w Słowenii, w gminie Mirna Peč. W 2018 roku liczyła 37 mieszkańców.